# Ángel Llorca

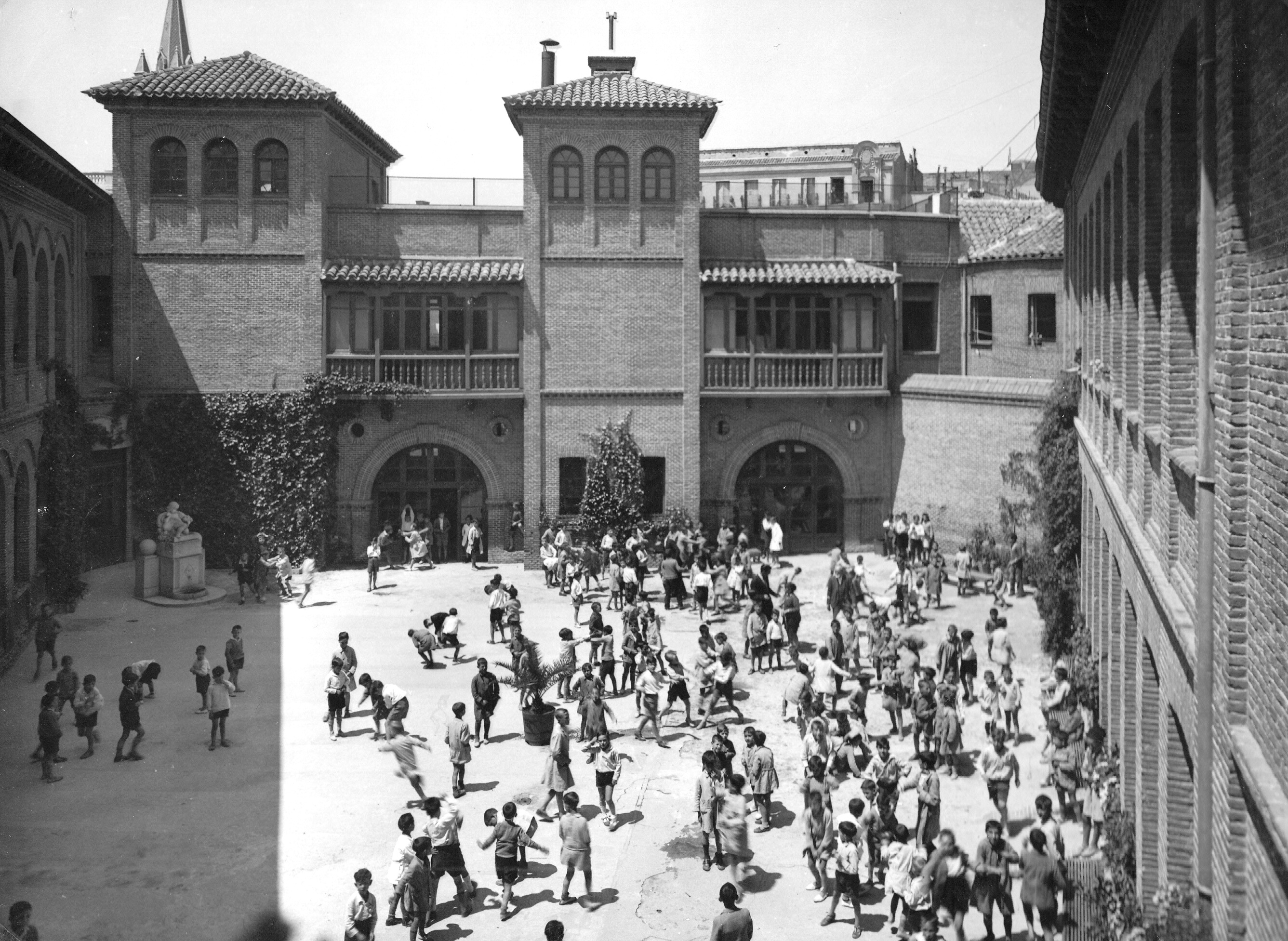
Patio del colegio Cervantes.

Ángel Llorca García (Orcheta, Alicante, 25 de julio de 1866 - Madrid, 13 de diciembre de 1942), conocido como Ángel Llorca, fue un maestro y pedagogo español vinculado a la ILE, considerado como uno de los impulsores de la renovación pedagógica en España al servicio de la Escuela Pública y de las clases sociales más desfavorecidas.

## Biografía
Inició su carrera docente en 1889 en Elche (Alicante) y en 1895 obtuvo el título de Maestro de Primera Enseñanza Normal por la Escuela normal de Madrid. En 1905 fue galardonado con el Premio de Honor y la Medalla de Oro en la exposición escolar de Bilbao por los trabajos realizados en su escuela primaria de Elche, siendo miembros del jurado Manuel Bartolomé Cossío y Miguel de Unamuno.
En 1910, fue pensionado por la Junta para Ampliación de Estudios e Investigaciones Científicas para estudiar la enseñanza primaria en Francia, Bélgica, Italia y Suiza. Dos años más tarde, la misma Junta le propuso dirigir un viaje para maestros por Francia, Bélgica y Suiza. A su regreso, se instala en Madrid donde reside en la Residencia de Estudiantes. En 1916 es nombrado director del colegio público Cervantes, en la glorieta de Cuatro Caminos de Madrid, donde pone en práctica los nuevos procedimientos pedagógicos desarrollados por la Institución Libre de Enseñanza y las escuelas nuevas europeas. En la tarea se le unieron otros maestros pedagogos como Manuel Alonso Zapata, Justa Freire o Elisa López Velasco.
Realiza varios viajes de estudio por distintos países europeos en los que visita las escuelas del movimiento de la educación nueva. Participa en congresos internacionales sobre educación en Helsingor (Dinamarca), Locarno (Italia) y Ginebra (Suiza) donde asistió a las clases de Jean Piaget y Edouard Claparède en el instituto Jean-Jacques Rousseau, una escuela universitaria dedicada a las ciencias de la educación.
En 1932, durante la Segunda República, colabora en los cursillos de perfeccionamiento organizados por la Dirección General de Primera Enseñanza, por la Junta para Ampliación de Estudios y por el Patronato del Grupo Escolar Cervantes. Fue también nombrado inspector maestro de un grupo de Escuelas Graduadas y Unitarias de Madrid.
Se jubila el 25 de julio de 1936, con 70 años, después de 50 años de vida profesional y 20 al frente del Colegio Cervantes. Pero debido al inicio de la Guerra Civil, retoma sus clases en el grupo escolar Cervantes donde organiza una residencia infantil. Tras el cese de las actividades escolares en noviembre, marcha a Valencia donde ayuda a crear un internado para los niños evacuados de Madrid. En 1937, creó para esos niños las Comunidades Familiares de Educación en El Perelló (Valencia), un internado y escuela donde los maestros convivían con el alumnado. Esta experiencia durará hasta marzo de 1939, año en el que los niños y sus maestros regresan a Madrid tras el fin de la contienda.
Aun estando jubilado, Ángel Llorca siguió dedicándose al estudio de nuevos métodos pedagógicos y proyectó una ampliación de la experiencia de las Comunidades Familiares de Educación. Pero en 1939, el ministro de Educación del nuevo régimen franquista, Pedro Sáinz Rodríguez, y el jefe del Servicio Nacional de Primera Enseñanza, Romualdo de Toledo, prohibieron una relación de 63 libros de textos, de los que 8 eran obras de Ángel Llorca. En 1940, la Comisión Depuradora del Magisterio le declaró «inhabilitado a perpetuidad», privándole así de su pensión de jubilación. Murió en Madrid el 13 de diciembre de 1942.
En abril de 2017, y en cumplimiento de la  Ley de Memoria Histórica, el pleno del Ayuntamiento de Madrid acordó cambiar el nombre de la calle del  General Rodrigo, en el distrito de Chamberí, por el de calle del Maestro Ángel Llorca.

## Obras
- Cómo es y cómo deberá ser nuestra educación popular (conferencia en Elche), 1896
- Escuelas graduadas, 1905
- Cinematógrafo educativo, 1906
- Leer escribiendo (1ª y 2ª parte), 1911
- Historia educativa, 1912
- Más lecciones de cosas, 1912
- La escuela primaria e Instituciones complementarias de la educación popular en Francia, Bélgica, Suiza e Italia, 1912
- El primer año de Geografía Universal, 1914
- Aritmética (1º y 2º grado), 1918
- Contribución al estudio de los problemas de la escuela y el maestro, 1923
- El primer año de lenguaje, 1923
- Cien lecciones prácticas, 1924
- Los cuatro primeros años de la escuela primaria
- Las Comunidades Familiares de Educación (inédita hasta 2008)[5]
- Desde la escuela y para la escuela, recopilación de trabajos y ensayos editados por María del Mar del Pozo Andrés, 2008[6]